# Paulo Fonseca
Paulo Alexandre Rodrigues Fonseca, zkráceně jen Paulo Fonseca (* 5. března 1973 Nampula, Mosambik) je bývalý portugalský fotbalový obránce a od roku 2007 fotbalový trenér. Do 30. prosince 2024 vedl italský Milán.
Jako hráč odehrál v Primeira Lize během sedmi sezón celkem 111 zápasů a vstřelil tři góly, a to hlavně v týmu Estrela da Amadora. Fotbalovým manažerem se stal v roce 2005, kdy začal trénovat mládež Estrely. Mezi jeho největší trenérské úspěchy patří zejména vítězství v Taça de Portugal 2015/16 s Bragou a tři ukrajinské tituly se Šachtarem Doněck.

## Klubová kariéra
Fonseca se narodil v Nampule v portugalském Mosambiku. Na profesionální úrovní odehrál 14 let, počínaje v klubu FC Barreirense v Segunda Divisão. V sezóně 1995/96 přestoupil přímo do prvoligového týmu Leça FC. Zde ve své jediné sezóně odehrál 21 ligových utkání a pomohl klubu vyhnout se sestupu. V následujících pěti letech pokračoval v nejvyšší soutěži v týmech u CF Os Belenenses, CS Marítimo, Vitória SC a CF Estrela da Amadora.
Fonseca ukončil hráčskou kariéru v červnu 2005 ve věku 32 let po dalších čtyřech sezónách v Estrele, tři z nich strávil ve druhé lize. V sezóně 2003/04 odehrál 15 ligových zápasů, nicméně sestup Lisabonského týmu z nejvyšší soutěže neodvrátil.

## Trenérská kariéra
Fonseca začal trénovat ihned po odchodu ukončení hráčské kariéry a dva roky vedl mládež Estrely da Amadora. Od roku 2007 do roku 2011 trénoval několik menších portugalských týmů, zejména CD Pinhalnovense, který dvakrát dovedl do čtvrtfinále Taça de Portugal v sezónách 2009/10 a 2010/11.
V sezóně 2011/12 byl Fonseca jmenován hlavním trenérem druholigového CD Aves, a dovedl tým ke třetímu místu v lize, jen se ztrátou dva body na postup. V následujícím roce podepsal smlouvu s prvoligovým FC Paços de Ferreira. Sezónu ukončil opět na třetím místě a zajistil klubu historicky první kvalifikaci do předkola Ligy mistrů UEFA.
Fonseca vystřídal Vítora Pereiru na lavičce obhájců titulu, FC Porto, když 10. června 2013 podepsal smlouvu na dva roky. Angažmá zahájil vítězstvím v portugalském superpoháru po výhře 3:0 nad Vitórii de Guimarães.
Dne 5. března 2014 byl však po řadě špatných výsledků, díky kterým byl klub až na třetím místě v lize (devět bodů za vedoucí Benficou), Fonseca z funkce odvolán.
Od roku 2014 do 2016 trénoval Fonseca v nejvyšší soutěži nejdříve opět Paços a poté Bragu, se kterou se mu podařilo vyhrát portugalský pohár.
Fonseca přijal své první zahraniční angažmá 31. května 2016, když nahradil Mircea Lucesca na lavičce ukrajinského Šachtaru Doněck, kde podepsal dvouletý kontrakt. V klubu strávil tři sezóny, během kterých vždy vyhrál domácí double a dovedl tým do osmifinále Ligy mistrů v sezóně 2017/18.
Dne 11. června 2019 byl Fonseca jmenován hlavním trenérem italského klubu AS Řím. Ve své první sezóně skončil na pátém místě v Serii A, a následující rok dovedl tým do semifinále Evropské ligy UEFA. Svůj odchod oznámil v květnu 2021.
Dne 29. června 2022 podepsal dvouletou smlouvu s francouzským Lille. První sezonu zakončil na 5. místě a ve druhý sezoně již na 4. místě. V EKL se probojoval do čtvrtfinále, kde jej vyřadila Aston Villa. Po sezoně se rozhodl neprodloužit smlouvu. 
Smlouvu s italským Milánem podepsal smlouvu 1. července. Po špatných výsledcích se vedení klubu rozhodlo jej 30. prosince nahradit jeho krajanem Sérgiem Conceiçãem.

## Trenérská statistika
| Sezóna                   | Klub                     | Liga                     | Liga   | Liga  | Liga   | Liga   | Liga              | Ligové poháry | Ligové poháry | Ligové poháry | Ligové poháry | Ligové poháry | Ligové poháry | Kontinentální poháry | Kontinentální poháry | Kontinentální poháry | Kontinentální poháry | Kontinentální poháry | Kontinentální poháry | Celkem | Celkem | Celkem | Celkem |
| Sezóna                   | Klub                     | Soutěž                   | Zápasy | Výhry | Remízy | Prohry | Umístění          | Soutěž        | Zápasy        | Výhry         | Remízy        | Prohry        | Úspěch        | Soutěž               | Zápasy               | Výhry                | Remízy               | Prohry               | Úspěch               | Zápasy | Výhry  | Remízy | Prohry |
| ------------------------ | ------------------------ | ------------------------ | ------ | ----- | ------ | ------ | ----------------- | ------------- | ------------- | ------------- | ------------- | ------------- | ------------- | -------------------- | -------------------- | -------------------- | -------------------- | -------------------- | -------------------- | ------ | ------ | ------ | ------ |
| 2007/08                  | 1º Dezembro              | 5. liga                  | 32     | 12    | 11     | 9      | 9. místo          | PP            | 2             | 1             | 0             | 1             | -             | -                    | 0                    | 0                    | 0                    | 0                    | -                    | 34     | 13     | 11     | 10     |
| 2008/09                  | Odivelas                 | 4. liga                  | 32     | 9     | 10     | 13     | 5. místo          | PP            | 3             | 2             | 0             | 1             | -             | -                    | 0                    | 0                    | 0                    | 0                    | -                    | 35     | 11     | 10     | 14     |
| 2009/10                  | Pinhalnovense            | 3. liga                  | 30     | 13    | 7      | 10     | 7. místo          | PP            | 6             | 3             | 2             | 1             | čtvrtfinále   | -                    | 0                    | 0                    | 0                    | 0                    | -                    | 36     | 16     | 9      | 11     |
| 2010/11                  | Pinhalnovense            | 3. liga                  | 30     | 13    | 11     | 6      | 4. místo          | PP            | 6             | 4             | 1             | 1             | čtvrtfinále   | -                    | 0                    | 0                    | 0                    | 0                    | -                    | 36     | 17     | 12     | 7      |
| Celkem za Pinhalnovense  | Celkem za Pinhalnovense  | Celkem za Pinhalnovense  | 60     | 26    | 18     | 16     | -                 | -             | 12            | 7             | 3             | 2             | -             | -                    | 0                    | 0                    | 0                    | 0                    | -                    | 72     | 33     | 21     | 18     |
| 2011/12                  | Desportivo Aves          | 2. liga                  | 30     | 12    | 14     | 4      | 3. místo          | PP+PLP        | 5+3           | 3+1           | 1+1           | 1+1           | čtvrtfinále   | -                    | 0                    | 0                    | 0                    | 0                    | -                    | 38     | 16     | 16     | 6      |
| 2012/13                  | Paços Ferreira           | Primeira Liga            | 30     | 14    | 12     | 4      | Bronzová medaile  | PP+PLP        | 6+5           | 4+4           | 1+0           | 1+1           | semifinále    | -                    | 0                    | 0                    | 0                    | 0                    | -                    | 41     | 22     | 13     | 6      |
| 2013/14                  | Porto                    | Primeira Liga            | 21     | 13    | 4      | 4      | Propuštěn v břez. | PP+PLP+PS     | 4+3+1         | 4+2+1         | 0+1           | 0+0           |               | LM+EL                | 6+2                  | 1+0                  | 2+2                  | 3+0                  | -                    | 37     | 21     | 9      | 7      |
| 2014/15                  | Paços Ferreira           | Primeira Liga            | 34     | 12    | 11     | 11     | 8. místo          | PP+PLP        | 3+2           | 2+0           | 0+1           | 1+1           | -             | -                    | 0                    | 0                    | 0                    | 0                    | -                    | 39     | 14     | 12     | 13     |
| Celkem za Paços Ferreira | Celkem za Paços Ferreira | Celkem za Paços Ferreira | 64     | 26    | 23     | 15     | -                 | -             | 16            | 10            | 2             | 4             | -             | -                    | 0                    | 0                    | 0                    | 0                    | -                    | 80     | 36     | 25     | 19     |
| 2015/16                  | Braga                    | Primeira Liga            | 34     | 16    | 10     | 8      | 4. místo          | PP+PLP        | 7+4           | 5+2           | 2+1           | 0+1           |               | EL                   | 12                   | 6                    | 2                    | 4                    | -                    | 57     | 29     | 15     | 13     |
| 2016/17                  | Šachtar                  | Premjer-liha             | 32     | 25    | 5      | 2      | Zlatá medaile     | UP+US         | 4+1           | 4             | 0+1           | 0             | Zlatá medaile | LM+EL                | 2+10                 | 1+9                  | 0+0                  | 1+1                  | -                    | 49     | 39     | 6      | 4      |
| 2017/18                  | Šachtar                  | Premjer-liha             | 32     | 24    | 3      | 5      | Zlatá medaile     | UP+US         | 4+1           | 4+1           | 0             | 0             | +             | LM                   | 8                    | 5                    | 0                    | 3                    | -                    | 45     | 34     | 3      | 8      |
| 2018/19                  | Šachtar                  | Premjer-liha             | 32     | 26    | 5      | 1      | Zlatá medaile     | UP+US         | 4+1           | 3             | 1             | 0+1           | Zlatá medaile | LM+EL                | 6+2                  | 1+0                  | 3+1                  | 2+1                  | -                    | 45     | 30     | 10     | 5      |
| Celkem za Šachtar        | Celkem za Šachtar        | Celkem za Šachtar        | 96     | 75    | 13     | 8      | -                 | -             | 15            | 12            | 2             | 1             | -             | -                    | 28                   | 16                   | 4                    | 8                    | -                    | 139    | 103    | 19     | 17     |
| 2019/20                  | Řím                      | Serie A                  | 38     | 21    | 7      | 10     | 5. místo          | IP            | 2             | 1             | 0             | 1             | -             | EL                   | 9                    | 3                    | 4                    | 2                    | -                    | 49     | 25     | 11     | 13     |
| 2020/21                  | Řím                      | Serie A                  | 38     | 18    | 8      | 12     | 7. místo          | IP            | 1             | 0             | 0             | 1             | -             | EL                   | 14                   | 10                   | 2                    | 2                    | semifinále           | 53     | 28     | 10     | 15     |
| Celkem za Řím            | Celkem za Řím            | Celkem za Řím            | 76     | 39    | 15     | 22     | -                 | -             | 3             | 1             | 0             | 2             | -             | -                    | 23                   | 13                   | 6                    | 4                    | -                    | 102    | 53     | 21     | 28     |
| 2022/23                  | Lille                    | Ligue 1                  | 38     | 19    | 10     | 9      | 5. místo          | FP            | 3             | 2             | 0             | 1             | -             | -                    | 0                    | 0                    | 0                    | 0                    | -                    | 41     | 21     | 11     | 9      |
| 2023/24                  | Lille                    | Ligue 1                  | 34     | 16    | 11     | 7      | 4. místo          | FP            | 3             | 2             | 0             | 1             | -             | EKL                  | 12                   | 7                    | 4                    | 1                    | -                    | 49     | 25     | 15     | 9      |
| Celkem za Lille          | Celkem za Lille          | Celkem za Lille          | 72     | 35    | 21     | 16     | -                 | -             | 6             | 4             | 1             | 1             | -             | -                    | 12                   | 7                    | 4                    | 1                    | -                    | 90     | 46     | 26     | 18     |
| 2024/25                  | Milán                    | Serie A                  | 17     | 7     | 6      | 4      | Propuštěn v pro.  | IP            | 1             | 1             | 0             | 0             | -             | LM                   | 6                    | 4                    | 0                    | 2                    | -                    | 24     | 12     | 6      | 6      |
| Celkově                  | Celkově                  | Celkově                  | 529    | 267   | 145    | 117    | -                 | -             | 85            | 56            | 13            | 15            | -             | -                    | 89                   | 47                   | 20                   | 22                   | -                    | 703    | 370    | 179    | 154    |

## Trenérské úspěchy

### Klubové
- vítěz ukrajinské ligy (3x)

Šachtar: 2016/17, 2017/18, 2018/19
- vítěz portugalského poháru (1x)

Braga: 2015/16
- vítěz ukrajinského poháru (1x)

Šachtar: 2016/17, 2017/18, 2018/19
- vítěz portugalského superpoháru (1x)

Porto: 2013
- vítěz ukrajinského superpoháru (1x)

Šachtar: 2017

### Individuální
- Nejlepší trenér Premjer-lihy: 2016/17[30]